# 알버스 덤블도어
{{해리 포터 등장인물
|이름     = 알버스 덤블도어
 Albus Percival Wulfric Brian Dumbledore
|설명     = 역대 호그와트 교장중 단일최고로 손꼽힘
|성별     = 남
|종류     = 마법사
|배우     = 리처드 해리스(1 ~ 2편)
마이클 갬본(3 ~ 7편)
토비 레그보(7편, 청년)
주드 로(신비한 동물들과 그린델왈드의 범죄, 중년)
|최초등장 = 《해리 포터와 마법사의 돌》}}
알버스 덤블도어(Albus Dumbledore)는 조앤 롤링의 소설 해리 포터 시리즈에 등장하는 가상의 인물이다. 역대 호그와트 교장 중 최고로 손꼽히며, [볼드모트(어둠의 마왕)]라는 매우 강력한 어둠의 마법사를 상대했다.

## 상세
알버스 퍼시벌 울프릭 브라이언 덤블도어(Albus Percival Wulfric Brian Dumbledore 알버스 퍼시벌 울프릭 브라이언 덤블도어[*])는 조앤 K. 롤링의 소설 《해리 포터》 시리즈의 등장인물이다. 그는 《해리 포터》 시리즈의 오랜 기간 동안 호그와트의 교장이었다.
소설 속에서 덤블도어는 키가 크고 말랐으며, 긴 수염(은색)과 긴 은색 머리카락을 가지고 있는 것으로 묘사되었다. 그는 푸른 눈과 길면서 굽은 코 그리고 긴 손가락을 가지고 있다. 또한 그는 반달 안경을 끼고 다니며, 왼쪽 무릎에 런던 지하철의 노선도와 비슷한 모양의 상처를 가지고 있고, 이야기할 때에 합창하듯이 손가락을 모으는 손버릇이 있다.
마법사 세계에서 가장 강력한 마법사로 추앙받고 있는 그는 자비심이 많으면서도 괴짜 같은 부분도 있다. 그는 볼드모트가 두려워하는 유일한 마법사이기도 하다. 덤블도어의 유명한 업적들로는 1944년에 어둠의 마법사 그린델왈드를 물리친 것, 용의 피를 사용하는 12가지 방법을 발견한 것, 그리고 그는 마법사의 돌을 발명한 니콜라스 플라멜과 연금술을 연구한 것이다.
영화 《해리 포터와 마법사의 돌》, 《해리 포터와 비밀의 방》에서는 리처드 해리스가 그의 역할을 맡았으나, 2002년 호지킨 병으로 사망하였다. 그 이후로는 마이클 갬본이 《해리 포터와 혼혈 왕자》까지 덤블도어의 역할을 맡았다.

## 죽음
《해리 포터와 혼혈 왕자》에서 드레이코 말포이가 덤블도어를 죽이려고 하였으나, 말포이가 덤블도어를 죽일 수 없을 것이라고 생각한 세베루스 스네이프가 말포이를 대신하여 아바다 케다브라 저주를 사용해 덤블도어를 죽였다. (나르시사 말포이와 한 깨트릴 수 없는 맹세로 인해서 스네이프는 덤블도어를 죽여야 했고, 또 이 살인은 덤블도어의 계획 중 하나였다.) 마볼로 곤트의 반지에 걸린 저주에 의해 덤블도어가 죽어가자 덤블도어는 스네이프에게 자신이 저주로 죽기 전에 자신을 살해하라고 명령하였다. 그리고 해리가 스네이프의 눈물로 펜시브를 통해 스네이프의 기억을 보고 난 후 해리가 스네이프의 결백과 용감함을 증명하였다.